# Gauliga Elsass
Pour un article plus général, voir Gauliga.
La Gauliga Elsass ou Gauliga Elsaß (en français : Championnat de province d'Alsace) est le championnat de football, ou Gauliga, disputé en Alsace en tant que division administrative de l'Allemagne nazie. La compétition administrée par la Fédération nationale-socialiste pour l'éducation physique (NSRL) se joue de 1940 à 1944.
Après la capitulation de la France, le 22 juin 1940, le régime national-socialiste annexe l'Alsace au territoire du Troisième Reich. Administrativement, l'Alsace est rattachée au Gau Baden, pour former le Gau Baden-Elsaß. La Gauliga Elsass est démantelée en 1945.

## Historique
Dès l'annexion de l'Alsace par l'Allemagne en juillet 1940, le football alsacien se retrouve coupé du football français. La Division d'Honneur de la Ligue d'Alsace (LAFA) est alors remplacée par la Gauliga Elsass. La LAFA est dissoute. Lui succède la Gaufachwart Fussball, qui gère alors le football en Alsace. Les clubs alsaciens doivent re-germaniser leur appellation. Comme en Allemagne, le professionnalisme est alors interdit en Alsace. Le champion de cette Liga se qualifie pour la phase finale du Championnat d'Allemagne de football. 
Lors sa première saison, la Gauliga Elsass compte deux groupes de huit équipes (un pour la Basse-Alsace et l'autre pour la Haute-Alsace). Les deux vainqueurs de groupes s'affrontent pour désigner le champion. Le Rasensportclub Straßburg d'Oscar Heisserer et le FC 1893 Mülhausen disputent la première finale et Mülhausen (Mulhouse) devient le premier champion de Gauliga (3-1 et 1-2). Trois équipes sont reléguées par groupe et intègrent les Bezirksligen (groupes de 2e division). 
En 1941-1942, la Liga se joue sous la forme d'un groupe unique de douze clubs. La Sportgemeinschaft SS Strasbourg (Association sportive de la SS) remporte le titre d'Elsassmeister, devançant le Rasensportclub Straßburg de deux points. L'équipe championne aligne notamment l'Alsacien Fritz Keller et les Allemands Hans Schöne et Wilhelm Heiss, ainsi qu'un groupe talentueux de joueurs alsaciens pourtant opposés à l'idéologie National-socialiste. 
Le championnat d’Allemagne se joue maintenant par élimination directe, économie d’essence oblige. En seizièmes de finale, la Sportgemeinschaft reçoit les Kickers de Stuttgart et l'emporte 2-0 à la surprise générale. En huitièmes de finale, le Sportgemeinschaft continue en battant le champion de Bavière Schweinfurt – et ses deux internationaux Kitzinger & Kupfer – 2-1. Mais en quart de finale, sans son attaquant Hans Schöne, blessé au bras, plus dur est la chute à Gelsenkirchen : 0-6 face au Schalke 04, le vice-champion et futur champion.
Pour la saison suivante (1942-1943), le FC 1893 Mülhausen reconquit le titre devant le Rasensportclub Straßburg. La décision ne se fait qu'à la différence de buts. De nombreux joueurs de la Gauliga deviennent des Malgré-nous en étant mobilisés de force dans la Wehrmacht après l'été 1942. 
Lors de la saison 1943-1944, le FC 1893 Mülhausen, avec ses buteurs internationaux allemands Edmund Conen et August Klingler, confirme son titre en terminant onze points devant la SG SS Strasbourg. Le 16 avril 1944, les Mulhousiens, avec probablement la meilleure équipe de leur histoire, défient les Kickers Offenbach au stade de Bourtzwiller. Ce 16e de finale de championnat d'Allemagne est d'une intensité extraordinaire. Les Alsaciens ne se laissent pas impressionner. 3-2 pour Mulhouse à la mi-temps. Les Allemands obtiennent un penalty pour revenir à égalité. René Heitz, 18 ans, gardien du FC Mulhouse, va chercher la lourde frappe dans la lucarne... avant que Eugène Hartmann n'achève Offenbach à la suite d'un travail phénoménal de Klingler. 4-2. En 8e de finale, le 7 mai 1944, Mulhouse retrouve Sarrebruck. Après une partie épique, Mulhouse est finalement éliminée 5-3 en Sarre. 
En raison de l'évolution de la guerre et de l'arrivée des troupes alliées en Alsace à la fin de l'automne 1944, la saison 1944-1945 n'eut jamais lieu.

### Après la reddition de l'Allemagne national-socialiste
Dès avant la fin du conflit, l'Alsace redevint de plein droit un ensemble de départements français. Les clubs alsaciens délaissèrent volontiers leur dénomination allemande et retrouvèrent le giron de la FFF.

## Clubs fondateurs de la Gauliga Elsass
Voici, ci-dessous, les 16 clubs qui créèrent la Gauliga Elsass 1940 et leur résultat français à la fin de la saison 1939-1940. Ces clubs furent partagés en deux groupes. 
- Groupe 1 :
  - Rasen SC Straßburg, 10e en Division 1 sous l'appellation RC Strasbourg
  - SC Schiltigheim,
  - SG SS Straßburg,
  - FC Hagenau
  - FK Mars Bischheim
  - SV 06 Schlettstadt
  - SV Straßburg
  - FC Bischweiler
- Groupe 2 :  
  - FC Mülhausen 93, 7e en Division 2 sous l'appellation de FC Mulhouse
  - SpVgg Kolmar, 5e en Division 2 sous l'appellation de SR Colmar
  - FC Wittenheim
  - FC Kolmar (devint Stade Colmar 77 en 1977 puis fut dissous en 1986)
  - ASV Mülhausen, (Cercle Athlétique Mulhousien, prit le nom d'Association Sportive Mulhousienne en 1945)
  - SpVgg Dornach
  - SV Wittelsheim
  - FC St. Ludwig (était le FC Saint-Louis, il fusionna avec le FC Neuweg en 1990)

Tous ces clubs durent re-germaniser leur appellation. Pour la plupart, ils reprirent le nom qui avait été le leur entre 1870 et 1918, à l'époque du Reichsland Elsass-Lothringen.

## Palmarès

### Champions et Vice-champions de la Gauliga Elsass
| Saisons   | Champions           | Vice-champions      |
| 1940-1941 | FC Mülhausen 93     | Rasen SC Straßburg  |
| 1941-1942 | SG SS Straßburg     | Rasen SC Straßburg  |
| 1942-1943 | FC Mülhausen 93     | Rasen SC Straßburg  |
| 1943-1944 | FC Mülhausen 93     | SG SS Straßburg     |
| 1944-1945 | saison non terminée | saison non terminée |

### Classements dans la Gauliga Alsace de 1940 à 1944
| Club                     | 1941 | 1942 | 1943 | 1944 |
| ------------------------ | ---- | ---- | ---- | ---- |
| FC Mühlhausen 93         | 1    | 4    | 1    | 1    |
| SpVgg Kolmar             | 2    | 3    | 4    | 4    |
| FC Wittenheim            | 3    | 12   |      |      |
| FC Kolmar                | 4    | 8    | 8    | 7    |
| ASV Mühlhausen           | 5    |      |      |      |
| SpVgg Mühlhausen-Dornach | 6    | 11   |      |      |
| SV Wittelsheim           | 7    |      |      |      |
| FC St. Ludwig            | 8    |      |      |      |
| Rasen SC Straßburg       | 1    | 2    | 2    | 6    |
| SC Schiltigheim          | 2    | 5    | 5    | 8    |
| SG SS Straßburg          | 3    | 1    | 3    | 2    |
| FC Hagenau               | 4    | 7    | 6    | 5    |
| Mars Bischheim           | 5    | 6    | 10   |      |
| SV 06 Schlettstadt       | 6    |      | 7    | 10   |
| SV Straßburg             | 7    |      |      |      |
| FC Bischweiler           | 8    |      |      |      |
| TSV Schweighausen        |      | 9    |      | 9    |
| Stern Mühlhausen         |      | 10   |      |      |
| FV Walk                  |      |      | 9    |      |
| FC Hüningen              |      |      |      | 3    |

Source:« Gauliga Elsaß », Das deutsche Fussball-Archiv, 10 avril 2009